# Neue Oper (Moskau)

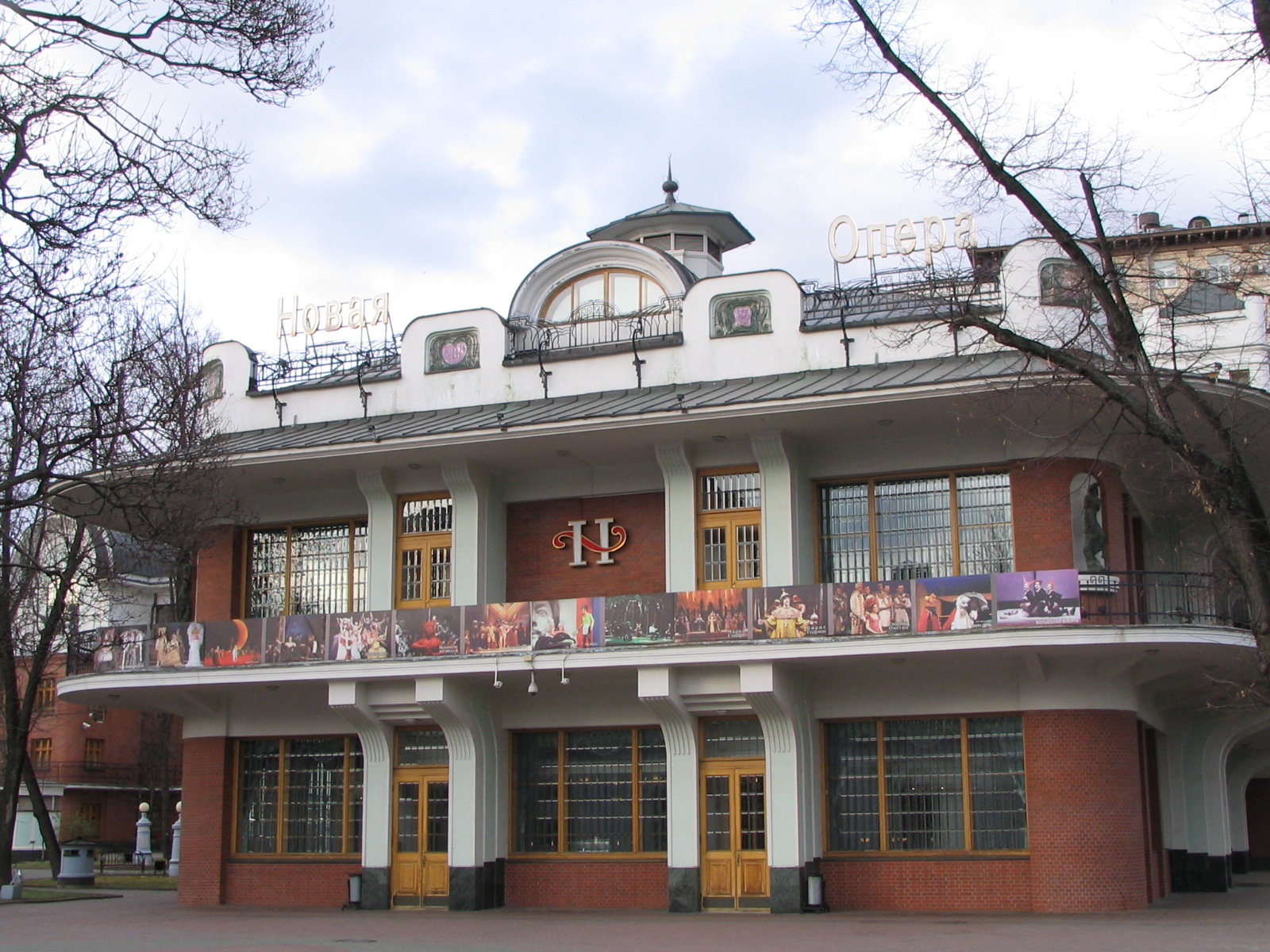
Eingang der Neuen Oper in Moskau

Die Neue Oper (russisch Новая Опера, seit 2006 Моско́вский теа́тр «Но́вая Опера» имени Е. В. Колобова) in Moskau ist ein Opernhaus mit einem festen Ensemble. Die Neue Oper wurde 1991 von dem russischen Dirigenten Jewgeni Kolobow mit Unterstützung des Moskauer Bürgermeisters Juri Luschkow gegründet. Kolobow war bis zu seinem Tod 2003 Chefdirigent und künstlerischer Leiter der Neuen Oper, die zu den populärsten Opern in Moskau gehört.
Die Neue Oper besitzt ein eigenes Orchester und einen festen Opernchor. Im Gegensatz zu den anderen großen Opernhäusern in Russland, die seinerzeit ihre Solisten fest engagierten, führte Kolobow von der Gründung an ein System des zeitlich begrenzten Engagements ein, was ihm die Verpflichtung von vielversprechenden Talenten und Experimente ermöglichte. Das Gebäude der Neuen Oper wurde 1997 im Hermitage-Park errichtet, und bietet mehr als 700 Sitzplätze.
Unter Kolobow wurde die Neue Oper für ihre innovative Aufführung von klassischen russischen und westlichen Werken bekannt. Mit seiner gekürzten Version von Eugen Onegin tourte die Neue Oper unter anderem am Broadway.
2006 wurde die Neue Oper nach Jewgeni Kolobow benannt.